# Cattleya esalqueana
La Cattleya esalqueana es una especie de orquídea litofita que pertenece al género de las Cattleya.  

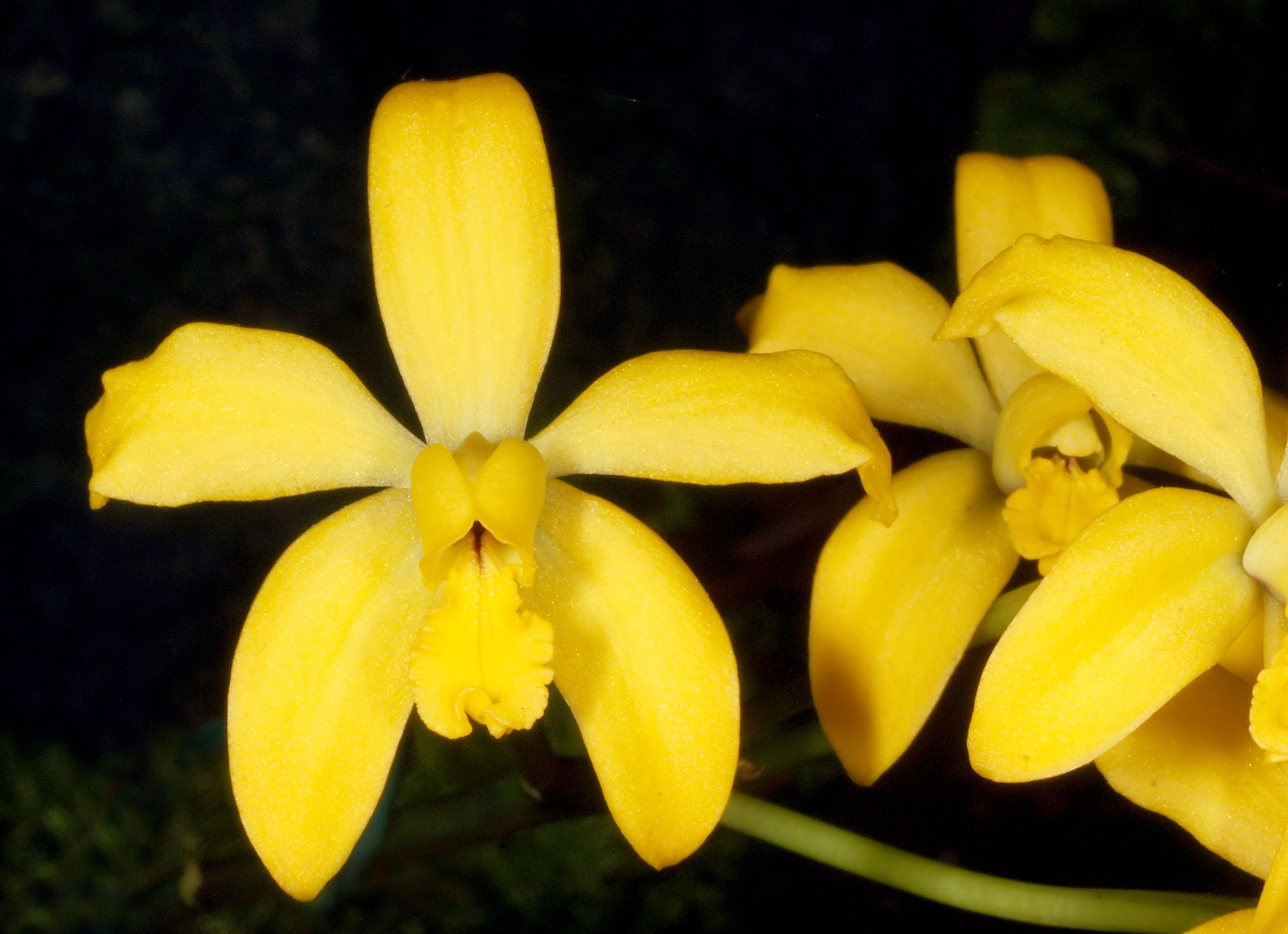
Detalle de la flor

## Descripción
Es una orquídea de tamaño pequeño, de hábitos  litofitas con pseudobulbos rechonchos,  de grasa que llevan gruesas y pesadas hojas cóncavas. Florecen en una inflorescencia terminal de 5 cm de largo, con 2 a 4 flores que surge a través de una vaina y sólo supera la longitud de la hoja.

## Distribución
Se encuentra en Sao Paulo de Brasil en las elevaciones alrededor de 1.200 metros.    

## Taxonomía
Cattleya esalqueana fue descrita por (Blumensch. ex Pabst) Van den Berg y publicado en Neodiversity: A Journal of Neotropical Biodiversity 3: 7. 2008.
Etimología
Cattleya: nombre genérico otorgado en honor de William Cattley orquideólogo aficionado inglés,
esalqueana: epíteto que es el acrónimo de Escola Superior de Agricultura Luiz de Queiroz da Universidade de São Paulo.
Sinonimia
- Hoffmannseggella esalqueana (Blumensch. ex Pabst) V.P.Castro & Chiron
- Laelia esalqueana Blumensch. ex Pabst
- Sophronitis esalqueana (Blumensch. ex Pabst) Van den Berg & M.W.Chase	[1][4][5]